# Creciendo
Creciendo es el segundo álbum de la banda argentina Mambrú, editado en el año 2003.

## Canciones
| N.º | Título                         | Escritor(es)                                                   | Duración |  |
| 1.  | «Yo»                           | Afo Verde, Pablo Durand, Fernando López Rossi                  | 3:18     |  |
| 2.  | «No puede ser»                 | Afo Verde, Pablo Durand, Fernando López Rossi                  | 3:36     |  |
| 3.  | «Vení conmigo»                 | Afo Verde, Pablo Silberberg, Milton Amadeo                     | 4:09     |  |
| 4.  | «Mírame a mí»                  | Emanuel Ntaka, Pablo Silberberg, Gerónimo Rauch                | 4:07     |  |
| 5.  | «Creciendo»                    | Pablo Silberberg, Gerónimo Rauch, Germán Tripel, Emanuel Ntaka | 3:01     |  |
| 6.  | «Dale»                         | Pablo Silberberg, Gerónimo Rauch, Milton Amadeo                | 3:41     |  |
| 7.  | «Perdiendo hace tiempo»        | Afo Verde, Pablo Durand, Fernando López Rossi                  | 3:42     |  |
| 8.  | «Arde»                         | Milton Amadeo, Gerónimo Rauch                                  | 3:21     |  |
| 9.  | «Dejarle pasar una al corazón» | Afo Verde, Pablo Durand, Fernando López Rossi                  | 3:41     |  |
| 10. | «Ella y él»                    | Afo Verde, Pablo Durand, Fernando López Rossi                  | 2:43     |  |
| 11. | «Sin ti no hay nada»           | Pablo Silberberg, Gerónimo Rauch, Germán Tripel, Emanuel Ntaka | 4:52     |  |

## Sencillos
- "Yo"

- "Sin ti no hay nada"

- "Ella y él"

## Videoclips
- «Yo»

- Datos: Q104038957